# Povinný díl
Pojem povinný díl označuje zákonem chráněné subjektivní právo na minimální podíl nepominutelného dědice na pozůstalosti, resp. jeho peněžní ekvivalent. Povinného dílu se mohou dovolávat pouze děti zůstavitele a nedědí-li děti, jejich potomci (nepominutelným dědicem může být též osvojenec i nasciturus).
Povinný díl je vyjádřen jako část zákonného dědického podílu. Nezletilému nepominutelnému dědici se musí dostat alespoň tolik, kolik činí ¾ jeho zákonného dědického podílu. Zletilému nepominutelnému dědici se musí dostat alespoň tolik, kolik činí ¼ jeho zákonného dědického podílu. Zletilost se posuzuje ke dni smrti zůstavitele, svéprávnost nehraje roli.

## Historie
Dle konstrukce občanského zákoníku účinného do 31. 12. 2013 (zák. č. 40/1964 Sb.), měl nepominutelný dědic právo přímo na určitý podíl na pozůstalosti. Nezletilým potomkům se muselo dostat aspoň tolik, kolik činí jejich dědický podíl ze zákona (tedy 1:1) a zletilým potomkům aspoň tolik, kolik činí jedna polovina jejich dědického podílu ze zákona (½).

## Povinný díl v současném českém právu
Současná právní úprava vychází z pojetí, že nepominutelný dědic není z právního hlediska ve skutečnosti dědicem určité části pozůstalosti stricto sensu, nýbrž je toliko věřitelem, resp. zákonným odkazovníkem, a má právo na peněžní částku rovnající se hodnotě jeho povinného dílu. Nelze však vyloučit, že v konečném důsledku nepominutelný dědic může namísto peněžní částky obdržet i určitou věc z pozůstalosti, ujedná-li si to s dědici.
Smyslem úpravy povinného dílu je garance minimálního nároku nepominutelného dědice na část pozůstalosti. Jde o nejvýraznější projev principu familiarizace v dědickém právu na úkor testovací volnosti zůstavitele odvozené z ústavou zaručeného práva vlastnit majetek (čl. 11 odst. 1 Listiny základních práv a svobod).
Kvalifikační předpoklady pro vznik nároku na povinný díl, resp. jeho doplnění, splňuje nepominutelný dědic, který:
1. se nezřekl dědického práva, případně práva na povinný díl,
2. je dědicky způsobilý,
3. nebyl platně vyděděn,

jestliže se mu nedostalo v rámci pořízení zůstavitele pro případ smrti (např. závěť) ani toho, co představuje jeho povinný díl. Dopustil-li se však ten, kdo byl opominut nikoli omylem, něčeho, co naplňuje zákonný důvod vydědění, hledí se na toto opominuté jako na vydědění učiněné mlčky a po právu. Jestliže došlo k opominutí nepominutelného dědice jen omylem, protože zůstavitel o něm nevěděl při pořízení pro případ smrti, má nárok na povinný díl dle zákona.
V souladu se zásadou exheredatus partem facit ad minuendam = podíl vyděděného způsobí zmenšení povinného dílu, se při výpočtu povinného dílu započítává i podíl vyděděného dědice, jako by vyděděn nikdy nebyl. Důvod tkví v tom, že při několika nepominutelných dědicích nemůže mít žádný z nich prospěch z toho, že některého z nich zůstavitel vydědí. Nevysloví-li zůstavitel důvod vydědění, má nepominutelný dědic právo na povinný díl, ledaže se proti němu prokáže zákonný důvod vydědění.
Byl-li jinak nepominutelný dědic zkrácen nebo opominut, přispějí dědici i odkazovníci k vyrovnání jeho práva poměrně.